# Nudos montañistas
El montañismo emplea diversos nudos que son fundamentales para la actividad.

## Definición de los nudos
En términos de montaña, un nudo es la operación que se realiza a lo largo de una cuerda con la finalidad de asegurar, unir o detener. En los diccionarios la definición de nudo es: unión, lazo o vínculo.
Los nudos deben de presentar las siguientes características en cualquier situación: sencillos, fáciles de hacer, fuertes e imposibles de deshacerse por sí solos. Un buen nudo tiene la peculiaridad de ser fácil de deshacer por el montañero cuando él lo desee. A la técnica de hacer nudos se le denomina cabullería.

## Clasificación y Elaboración
En la montaña y en los rescates, los nudos se utilizarán en diferentes formas: para unir al compañero, para unir cuerdas, para asegurar pasos difíciles, para asegurar al montañista o para evacuar a un lesionado. Dadas sus múltiples funciones, los nudos se clasifican según el servicio que proporcionan, por su utilidad y su forma de aplicación.
Nudos Personales - Nudos Especiales - Nudos Auxiliares.

### Nudos Personales
Los nudos personales son los que se utilizan para encordar al montañista y tienen contacto directo con el cuerpo. Antes de tratar los nudos en detalle, vale la pena recordar que cualquier nudo sobre una cuerda la debilitará en ese punto. Durante años se han usado muchos nudos en escalada. Iinicialmente, es preferible considerar solamente algunos sencillos, saber su uso y, lo más importante, saber hacerlos rápidamente y en cualquier circunstancia:
1. As de guía: Es un nudo muy sencillo. Tiene la ventaja de que es muy fácil deshacerlo, aunque haya estado sometido a una carga excesiva. Se utiliza para encordarse o para maniobras especiales diversas.

1. Ocho. Como el as de guía, también sirve para encordarse, aunque es mucho más recomendable pues no se aprieta tanto al ejercer presión sobre él.
2. Encontrado. Sirve principalmente para hacer anillas de preferencia sobre cinta plana.
3. Prusik. Sirve para maniobras de rescate y auto-rescate, para esto se utiliza piola. Se recomienda que siempre que salgamos de excursión carguemos nuestras anillas. Se puede hacer sencillo, doble o hasta triple, según la maniobra que vayamos a ejecutar.
4. Pescador. Se utiliza para unir cuerdas (inclusive de diferente diámetro). Igual que el anterior, se puede hacer sencillo, doble o más, pero hay que tener en cuenta que tiende  a endurecerse mucho con la presión y después costará mucho deshacerlo.

Pescador doble, este nudo es ideal para unir dos cuerdas.